# Botykapeterd, Baranya
Botykapeterd este un sat în districtul Szigetvár, județul Baranya, Ungaria, având o populație de 337 de locuitori (2011). 

## Demografie
Componența etnică a satului Botykapeterd
     Maghiari (87,16%)
     Romi (12,84%)
Componența confesională a satului Botykapeterd
     Romano-catolici (60,53%)
     Reformați (20,77%)
     Fără religie (9,5%)
     Necunoscută (9,2%)
Conform recensământului din 2011, satul Botykapeterd avea 337 de locuitori. Din punct de vedere etnic, majoritatea locuitorilor (87,16%) erau maghiari, cu o minoritate de romi (12,84%).  Din punct de vedere confesional, majoritatea locuitorilor (60,53%) erau romano-catolici, existând și minorități de reformați (20,77%) și persoane fără religie (9,5%). Pentru 9,2% din locuitori nu este cunoscută apartenența confesională.